# Association du scoutisme afghan

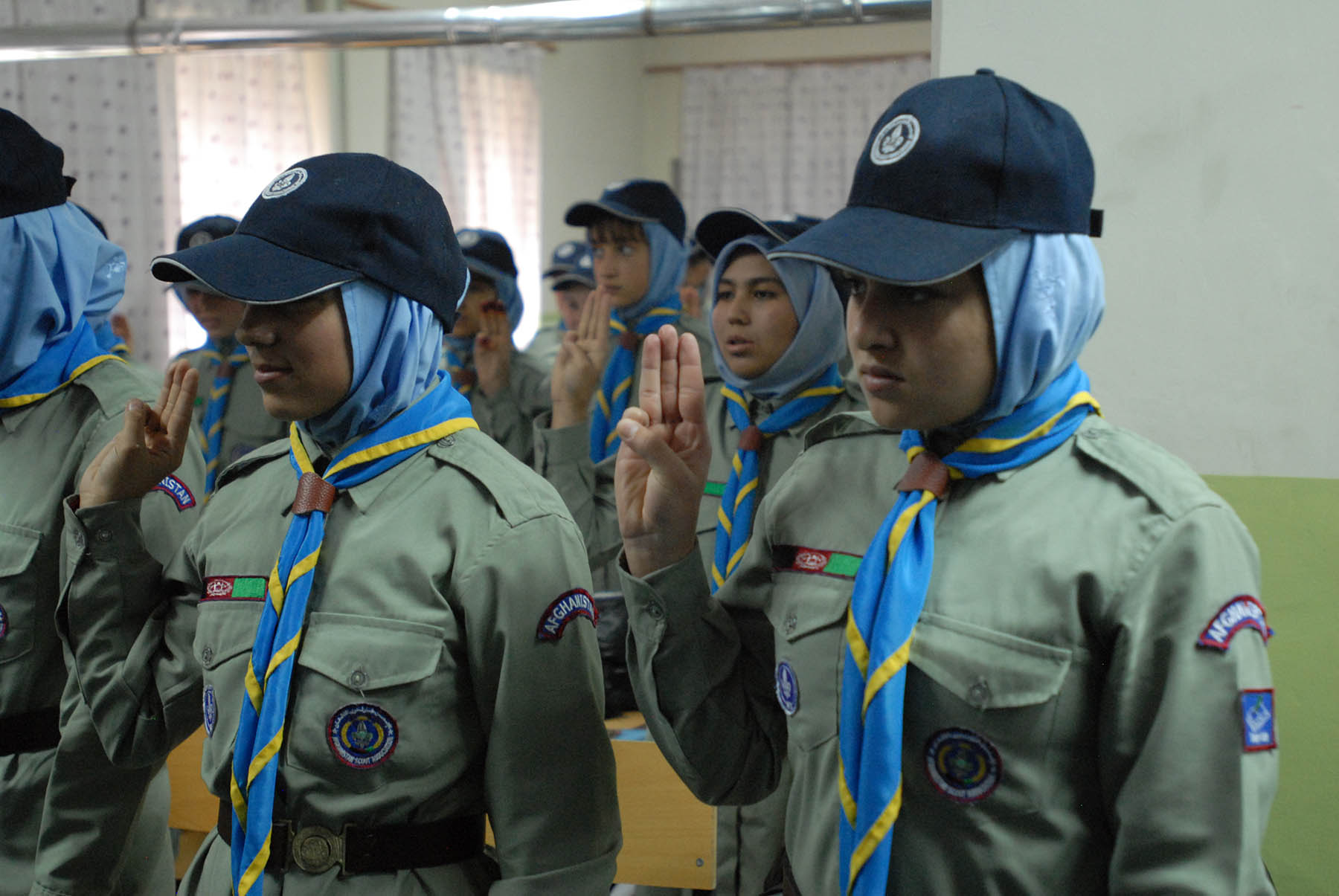
Un groupe de scout afghanes de la troupe mixte Marastoon à Kaboul.

L'Association du scoutisme afghan (pachto : د افغانستان څارندوی ټولنه Da Afghānistan Sārandoy Tolena, raccourcie généralement en Zarandoi) est un mouvement de scoutisme fondé en 1931 en Afghanistan par un décret royal.
L'Afghanistan, deuxième pays où a été affecté Baden-Powell en 1880, a été membre de l'Organisation mondiale du mouvement scout (OMMS) à partir de 1932 jusqu'en 1947, année où il fut interdit. Le mouvement afghan de scoutisme a été reformé en 1964, et est à nouveau membre de l'OMMS

## Histoire
Le mouvement afghan de scoutisme a été fondé sous le règne de Mohammad Nadir Shah avec environ 300 membres. En 1947, le mouvement est interdit par le gouvernement qui accuse les scouts d'être des promoteurs du zoroastrisme en raison des veillées autour de feu de camp en musique.
Le mouvement afghan du scoutisme est réinstauré en 1956, dans un contexte de démocratisation de la société Mohammad Zaher Shah.

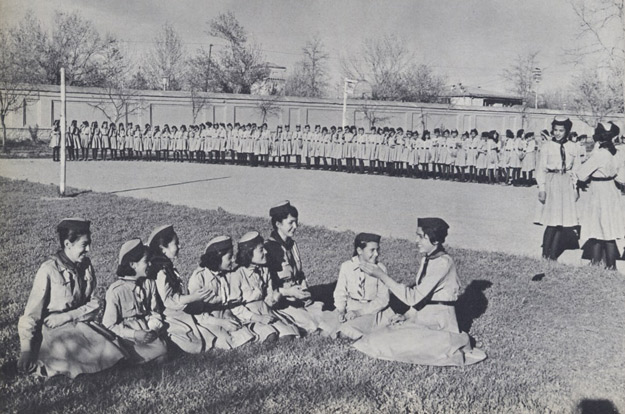
Des centaines de filles scoutes ont pris part au projet scout dès la fin des années 1950.

L’association a repris sa place au sein de l'OMMS lors de la conférence mondiale du scoutisme le 1er juin 1964 sous l'appellation Da Afğānistān Zaranduy Tolanah (DAZT). Lors de cette conférence, le mouvement comptait alors entre 2 000 et 7 000 membres (garçon, filles et encadrants).
Le point de vue du roi king Zahir Shah influençait en ce temps l'association. Les administrateurs du scoutisme afghan ont à ce titre intégré certaines contraintes émises par le roi au programme de l'association (allégeance au roi, à la nation et au pays). Discipline et rigueur étaient des notions portée par le règne de Zahir Shah, ce qui a créé des tensions avec le scoutisme, qui se voyait trop militarisé en comparaison avec les autres organisation de scoutisme à travers le monde. Le scoutisme en Afghanistan était alors un outil de stabilité pour le pouvoir en place, quand bien même il inculquait les notions de responsabilité, de sens de la communauté et de l'égalité entre les individus et les sexes.
Les cadres de RFA ont fourni les uniformes au scouts afghans, tandis que certains d'entre eux sont venus former leurs homologues.
En 1961, une délégation afghane a participé à la 11e Jamborée mondiale à Marathon en Grèce. Deux ans plus tard, le scoutisme afghan participe à la 19e conférence de l'OMMS. Le 6 janvier 1964, ils participent à la conférence de l'Organisation scoute de l'Asie-Pacifique (en) et on intégré cette zone organisationnelle au sein de l'OMMS.
Le scoutisme afghan voit ses effectifs augmenter entre 1964 to 1973. L'association, dont les groupes sont établis dans divers région du pays, mais néanmoins centrés sur la capitale, créer des chorales, et propose d'autres activités (artisanat, peinture, chanson).
En 1973, le coup d'état mené par le pro-soviétique Mohammed Daoud Khan, entraîne la tutelle du scoutisme afghan au Ministère de l'intérieur, et se voit contrainte de travailler au côté de la police nationale. Cette tournure des événements a fortement influencé le scoutisme afghan qui a décliné dans un contexte de guerre où dix millions de personnes ont quitté le pays. Les classes sociales favorisées ayant quitté le pays, le nombre de cadre scout en Afghanistan était devenu insuffisant pour continuer les activités. Parallèlement, le nouveau gouvernement communiste interdit le scoutisme en Afghanistan, sonnant ainsi en 1978 l'arrêt des activités pour les 11,212 scouts. Cette époque sombre se traduit par la sortie du scoutisme afghan de l'OMMS.
Après la chute des talibans le scoutisme en Afghanistan est inexistant depuis plus de vingt ans. En Allemagne, certains ancien scout ayant vécu en Afghanistan ont fondé une association des scouts afghans (Verband Deutscher Altpfadfindergilden (de)), pour faire renaître le scoutisme dans leur pays. En 2004, l'association du scoutisme afghan reprend vie, avec à ses débuts peu d'effectifs, et une visibilité quasi inexistante.